# Андросов, Валерий Павлович
Вале́рий Па́влович Андро́сов (12 сентября 1950, Миасс — 9 мая 2021) — советский и российский историк буддизма и буддолог, специалист по древнеиндийскому буддизму. Доктор исторических наук, профессор. Директор Института востоковедения РАН (2015 — 2020), руководитель Отдела истории и культуры Древнего Востока ИВ РАН.
Был одним из авторов Большой Российской энциклопедии, главным редактором журнала «Ориенталистика».

## Биография
В 1978 году окончил философский факультет Московского государственного университета. В дальнейшем собирался стать преподавателем философии, но, как отмечал Андросов, это не получилось из-за отсутствия членства в КПСС.
После окончания МГУ по приглашению директора Института востоковедения АН СССР Е. М. Примакова стал сотрудником Информационного отдела и работал там несколько месяцев. На принятие на работу в отдел значительно повлияло то, что Андросов знал немецкий язык.
В 1978 году поступил в аспирантуру Института востоковедения АН СССР по предложению Е. М. Примакова. Выбрал данный институт также из-за того, что ранее увлекался индологией и начал изучать санскрит. Андросов указывал, что в этот период его учителями были В. А. Кочергина, О. Ф. Волкова и А. В. Герасимов.
В 1981 году окончил аспирантуру Института востоковедения АН СССР. В 1982 году защитил диссертацию на соискание учёной степени кандидата исторических наук по теме «Концепция ниришвара в древнеиндийской философско-религиозной традиции (по материалам „Таттва-санграхи“ Шантаракшиты)» (специальность 07.00.08 — история религии и атеизма). В данной работе рассказывалось об опровержении Бога-творца в буддизме и о том, что буддизм не является атеизмом, также отвергающим Бога. Андросов отмечал, что в ходе работы он пришёл к выводу о том, что «марксистские философы перевирали индийскую историю и буддистскую мысль», чтобы представить буддизм атеизмом. На публикацию диссертации был наложен запрет, но степень кандидата наук Андросову всё же была присуждена.
После защиты диссертации стал младшим научным сотрудником Института востоковедения.
В 1991 году в Институте востоковедения АН СССР защитил диссертацию на соискание учёной степени доктора исторических наук по теме «Нагарджуна и его учение» (специальность 07.00.09 — историография и источниковедение); официальные оппоненты — доктор исторических наук Л. Б. Алаев, доктор исторических наук Н. Л. Жуковская и доктор исторических наук В. И. Корнев; ведущая организация — кафедра истории древнего мира исторического факультета МГУ имени М. В. Ломоносова.
В 1997 году ему было присвоено учёное звание профессора (истории культуры).
Возглавлял Отдел истории и культуры Древнего Востока ИВ РАН. Член экспертного совета ВАК РФ по истории (2013 — 2015).
В 2015—2020 годах являлся директором Института востоковедения РАН.

## Отзывы

### Положительные
Научно-теоретический журнал «Религиоведение» относит В. П. Андросова к «видным учёным».
Доктор философских наук, профессор истории философии и заместитель директора по научной работе ИМБиТ СО РАН С. Ю. Лепехов, рассмотрев в своей обзорной статье книгу Андросова «Учение Нагарджуны о срединности», оценил её как «очень важную и своевременную» работу и как заметное событие на уровне российской и мировой буддологии. Также Лепехов отметил, что он так же, как и востоковед, индолог и академик РАН Г. М. Бонгард-Левин, считает книгу «творческой удачей автора». В то же время Лепехов отметил, что у работы Андросова есть и некоторые не очень существенные недостатки. В частности, он указал на спорный перевод автором термина «скандхи» как «совокупность дхармо-частиц», на проблемы с переводом мантр и на отсутствие пояснения в приложении некоторых содержащихся в работе терминов.
Буддолог Е. В. Леонтьева отмечает, что монография Андросова «Учение Нагарджуны о срединности» является монументальной и полезной для специалистов и остальных читателей. Также Леонтьева обращает внимание на то, что ряд оригинально переведённых понятий книги («дхармо-частица», «самосущее существований» и другие) или ранее не встречались в литературе, или часто использовались сто или более лет назад. Леонтьева считает такие спорные переводческие моменты проявлением творческого процесса и приводит мнение буддолога Стивена Бэтчелора, отмечавшего, что «миру нужны поэтические переводы сутр вместо тех напыщенных текстов, которые иногда встречаются на Западе».
Кандидат философских наук, старший научный сотрудник Отдела истории и культуры Древнего Востока ИВ РАН Е. Г. Вырщиков в своей рецензии указывал на пользу и своевременность монографии Андросова «Очерки изучения буддизма древней Индии». В монографии освещаются современные концепции и проблемные вопросы данной темы, что отличает её от многих сильно устаревших изданий, по которым в настоящее время студенты часто изучают буддизм, отмечает Е. Вырщиков. Вырщиков также указывает на некоторые недостатки книги, основным из которых он считает слишком большой размер первого очерка книги, из-за чего частично размывается его общее назначение.

### Критические
Рецензенты доктор исторических наук и востоковед М. И. Воробьёва-Десятовская и доктор философских наук и профессор ЮНЕСКО Е. П. Островская, рассматривая статью Андросова «Буддология» в энциклопедии «Философия буддизма», находят её «явно неудачной», например, из-за «вопиющей несуразности указанных временных рамок» при определении периода функционирования отечественной буддологии. В то же время в другом источнике Андросова того же года по поводу временных рамок указанной темы сказано «с 30-50-х гг. XIX в.», а не XX в., как в энциклопедии «Философия буддизма».
Кандидат философских наук, главный редактор фонда «Карма Еше Палдрон» Б. И. Загумённов в журнале «Буддизм России» рассмотрел книгу Андросова «Учение Нагарджуны о срединности» и указал на спорные моменты перевода. Например, Загумённов указал на такие термины: «буддийское вероучение (=христианизация), доктрина (может ли, например, христианин сказать о своей религии: моя доктрина?), инструкции (вместо „наставления“), мастера (вместо учителя), Закон (вместо „Дхарма“, или Учение) и т. п., а также совершенно невозможные „дхармочастицы“ и особи».
Журналист, публицист, историк и критик Илья Смирнов в беседе на радио «Свобода», посвящённой энциклопедическому словарю Андросова «Индо-Тибетский буддизм», согласился с тем, что книга является «очень полезной», но высказался против совмещения в книге «исследования и проповеди», приведя в пример некоторые цитаты из книги, в том числе цитату об архатах:
«Все они способны творить то, что мы зовём чудесами» и цитату про Будду: «По большому счёту, Будда не только всё знал, но и всё умел».
Буддолог А. В. Парибок, рассматривая в своей лекции первую главу «Коренных строф о срединности» Нагарджуны, не рекомендует использовать русскоязычный перевод Андросова при изучении данного текста, так как  по мнению Парибка,  «он не понял, а по переводу человека, который не понял, понять текст трудно».

## Научные труды

### Монографии
- Нагарджуна и его учение. — М.: Наука, Главная редакция восточной литературы, 1990. — 270 с. ISBN 5-02-016494-1.
- Андросов В. П. Буддизм Нагарджуны: Религиозно-философские трактаты / Ред. Т. М. Швецова. — М.: Издательская фирма «Восточная литература» РАН, 2000. — 800 с. — 2000 экз. — ISBN 5-02-018115-3.
- Словарь индо-тибетского и российского буддизма. Главные имена, основные термины и доктринальные понятия. Учебное пособие для студентов. — М.: Вестком, 2000. — 200 с. ISBN 5-9200-0006-6.
- Индийский буддизм. История и учение: вопросы методологии и источниковедения. — The Edwin Mellen Press/ Printed in the United States of America, 2000. — 418 с. ISBN 0-7734-3348-1. (Российские исследования по мировой истории и культуре, Т. 12.)
- Будда Шакьямуни и индийский буддизм. Современное истолкование древних текстов. — М.: «Восточная литература» РАН, 2001. — 508 с. ISBN 5-02-018236-2.
- Марпа и история Карма Кагью: «Жизнеописание Марпы-переводчика» в историческом контексте школы Кагью. (В соавторстве с Е. В. Леонтьевой). — М.: Открытый мир, «Алмазный путь», 2009. 507 с. ISBN 978-5-9743-0134-6.
- Индо-тибетский буддизм. Энциклопедический словарь: монография. — М.: Ориенталия, 2011. — 448 с. ISBN 978-5-91994-007-4.
- Основоположник Махаяны Нагарджуна и его труды. В двух томах. — М.: ИВ РАН; Наука — Восточная литература, 2018:
  - Т. 1 — Буддизм Нагарджуны: Религиозно-философские трактаты. 2-е изд., испр. — 663 с. — ISBN 978-5-02-039827, ISBN 978-5-02-039828-3.
  - Т. 2 — Учение Нагарджуны о Срединности: исслед. и пер. с санскрита «Коренных строф о Срединности» («Мула-мадхьямака-карика»); пер. с тиб. «Толкования Коренных строф о Срединности, [называемого] Бесстрашным [опровержением догматических воззрений]» («Мула-мадхьямака-вритти Акутобхайя»). — 2-е изд., испр. — 668 с. — ISBN 978-5-02-039827-6, ISBN 978-5-02-039829-0.
- Очерки изучения буддизма древней Индии. / Ред. Е. И. Лакирева. М.: ИВ РАН; Наука — Восточная литература, 2019. — 799 с. — ISBN 978-5-89282-861-1 (ИВ РАН), ISBN 978-5-02-039838-2 (Наука — Вост. Лит.)

### Переводы
- Алмазная сутра:
  - Алмазная сутра — Доржди джодва. На старокалмыцком., калмыцком и русском языках. Перевод со старокалм. — А. В. Бадмаева, с санскр. — В. П. Андросова. Элиста: Калмыцкое книжное издательство, 1993. — 156 с.
  - Дорж Жодв. Алмазная сутра, или Сутра о Совершенной мудрости, рассекающей [тьму невежества], как удар молнии. Польза «Ваджраччхедика праджня парамита сутры». Духовно-просветительское издание на калмыцком и русском языках / А. В. Бадмаев; пер. с санскр. на рус. яз. «Алмазной сутры», прим. и послесл. В. П. Андросова; пер. с тодо-бичиг на русский язык «Польза Ваджраччедики» А. Г. Сазыкина. — Элиста: ЦРО Калмыцкий центральный буддийский монастырь «Геден Шеддуб Чой Корлинг», 2012. — 320 с. — ISBN 978-5-9904087-2-2.
- Учение Нагарджуны о Срединности. Исследование и перевод с санскрита «Коренных строф о Срединности» («Мула-мадхьямака-карика»). Пер. с тибетского «Толкования Коренных строф о Срединности, [называемого] Бесстрашным [опровержением догматических воззрений]» («Мула-мадхьямака-вритти Акутобхайя»). — М.: «Восточная литература» РАН, 2006. — 847 с. ISBN 5-02-018488-8.
- Его Святейшество Далай-лама XIV. Доброта, ясность и постижение сути. / Пер. с англ. и прим. В. П. Андросова. — 2-е изд., перераб. и доп. — М.: Открытый мир, 2007. — 445 с. ISBN 5-9743-0035-1.
  - Далай-лама XIV. Творящая доброта, ясность света сознания и проникновенное понимание сути. Пер. с англ. и примеч. В. П. Андросова М.: «Спасём Тибет», 2019. — 428 с. — ISBN 978-5-905792-34-2.
- Буддийская классика Древней Индии, Слово Будды и трактаты Нагарджуны в переводах с палийского, санскритского и тибетского языков с толкованиями. — М., Открытый мир, Ганга, 2008. — 510 с. ISBN 978-5-9743-0094-3.

### Статьи
- Авалокитешвара : [арх. 3 января 2023] / Андросов В. П. // А — Анкетирование. — М. : Большая российская энциклопедия, 2005. — С. 52. — (Большая российская энциклопедия : [в 35 т.] / гл. ред. Ю. С. Осипов ; 2004—2017, т. 1). — ISBN 5-85270-329-X.
- Амидаизм : [арх. 3 января 2023] / Андросов В. П. // А — Анкетирование. — М. : Большая российская энциклопедия, 2005. — С. 609. — (Большая российская энциклопедия : [в 35 т.] / гл. ред. Ю. С. Осипов ; 2004—2017, т. 1). — ISBN 5-85270-329-X.
- Амитабха : [арх. 9 августа 2022] / Андросов В. П. // А — Анкетирование. — М. : Большая российская энциклопедия, 2005. — С. 617. — (Большая российская энциклопедия : [в 35 т.] / гл. ред. Ю. С. Осипов ; 2004—2017, т. 1). — ISBN 5-85270-329-X.
- Арьядева : [арх. 23 июля 2022] / Андросов В. П. // Анкилоз — Банка. — М. : Большая российская энциклопедия, 2005. — С. 348—349. — (Большая российская энциклопедия : [в 35 т.] / гл. ред. Ю. С. Осипов ; 2004—2017, т. 2). — ISBN 5-85270-330-3.
- Асанга : [арх. 21 февраля 2023] / Андросов В. П. // Анкилоз — Банка. — М. : Большая российская энциклопедия, 2005. — С. 49. — (Большая российская энциклопедия : [в 35 т.] / гл. ред. Ю. С. Осипов ; 2004—2017, т. 2). — ISBN 5-85270-330-3.
- Бардо : [арх. 15 июня 2022] / Андросов В. П. // «Банкетная кампания» 1904 — Большой Иргиз. — М. : Большая российская энциклопедия, 2005. — С. 42. — (Большая российская энциклопедия : [в 35 т.] / гл. ред. Ю. С. Осипов ; 2004—2017, т. 3). — ISBN 5-85270-331-1.
- Бодхи : [арх. 3 января 2023] / Андросов В. П. // «Банкетная кампания» 1904 — Большой Иргиз. — М. : Большая российская энциклопедия, 2005. — С. 670. — (Большая российская энциклопедия : [в 35 т.] / гл. ред. Ю. С. Осипов ; 2004—2017, т. 3). — ISBN 5-85270-331-1.
- Бодхи дерево : [арх. 15 июня 2024] / Андросов В. П. // «Банкетная кампания» 1904 — Большой Иргиз. — М. : Большая российская энциклопедия, 2005. — С. 670. — (Большая российская энциклопедия : [в 35 т.] / гл. ред. Ю. С. Осипов ; 2004—2017, т. 3). — ISBN 5-85270-331-1.
- Бодхидхарма : [арх. 4 января 2023] / Андросов В. П. // «Банкетная кампания» 1904 — Большой Иргиз. — М. : Большая российская энциклопедия, 2005. — С. 670. — (Большая российская энциклопедия : [в 35 т.] / гл. ред. Ю. С. Осипов ; 2004—2017, т. 3). — ISBN 5-85270-331-1.
- Бодхисаттва : [арх. 4 декабря 2022] / Андросов В. П. // «Банкетная кампания» 1904 — Большой Иргиз. — М. : Большая российская энциклопедия, 2005. — С. 670. — (Большая российская энциклопедия : [в 35 т.] / гл. ред. Ю. С. Осипов ; 2004—2017, т. 3). — ISBN 5-85270-331-1.
- Бон : [арх. 11 декабря 2022] / Андросов В. П. // Большой Кавказ — Великий канал. — М. : Большая российская энциклопедия, 2006. — С. 18. — (Большая российская энциклопедия : [в 35 т.] / гл. ред. Ю. С. Осипов ; 2004—2017, т. 4). — ISBN 5-85270-333-8.
- Буддизм : [арх. 12 октября 2022] / В. Г. Лысенко (Махаяна), В. В. Малявин, Е. А. Торчинов (Буддизм в Китае), Л. Б. Карелова (Буддизм в Японии), В. П. Андросов (Буддизм в Тибете), М. В. Есипова (Музыкальная культура) // Большая российская энциклопедия : [в 35 т.] / гл. ред. Ю. С. Осипов. — М. : Большая российская энциклопедия, 2004—2017.
- Всемирное братство буддистов : [арх. 5 августа 2021] / Андросов В. П. // Восьмеричный путь — Германцы. — М. : Большая российская энциклопедия, 2006. — С. 46. — (Большая российская энциклопедия : [в 35 т.] / гл. ред. Ю. С. Осипов ; 2004—2017, т. 6). — ISBN 5-85270-335-4.
- Гампопа : [арх. 10 августа 2022] / Андросов В. П. // Большая российская энциклопедия : [в 35 т.] / гл. ред. Ю. С. Осипов. — М. : Большая российская энциклопедия, 2004—2017.
- Ганджур и данджур : [арх. 17 октября 2022] / Андросов В. П. // Восьмеричный путь — Германцы. — М. : Большая российская энциклопедия, 2006. — С. 378. — (Большая российская энциклопедия : [в 35 т.] / гл. ред. Ю. С. Осипов ; 2004—2017, т. 6). — ISBN 5-85270-335-4.
- «Лалита-вистара» : [арх. 4 октября 2022] / Андросов В. П. // Крещение Господне — Ласточковые. — М. : Большая российская энциклопедия, 2010. — С. 630. — (Большая российская энциклопедия : [в 35 т.] / гл. ред. Ю. С. Осипов ; 2004—2017, т. 16). — ISBN 978-5-85270-347-7.
- Лама : [арх. 15 июня 2024] / Андросов В. П. // Крещение Господне — Ласточковые. — М. : Большая российская энциклопедия, 2010. — С. 631. — (Большая российская энциклопедия : [в 35 т.] / гл. ред. Ю. С. Осипов ; 2004—2017, т. 16). — ISBN 978-5-85270-347-7.
- Ланка-аватара-сутра : [арх. 4 октября 2022] / Андросов В. П. // Крещение Господне — Ласточковые. — М. : Большая российская энциклопедия, 2010. — С. 669. — (Большая российская энциклопедия : [в 35 т.] / гл. ред. Ю. С. Осипов ; 2004—2017, т. 16). — ISBN 978-5-85270-347-7.
- Лотосовая сутра : [арх. 3 января 2023] / Андросов В. П. // Ломоносов — Манизер. — М. : Большая российская энциклопедия, 2011. — С. 69. — (Большая российская энциклопедия : [в 35 т.] / гл. ред. Ю. С. Осипов ; 2004—2017, т. 18). — ISBN 978-5-85270-351-4.
- Мадхьямака : [арх. 17 октября 2022] / Андросов В. П. // Ломоносов — Манизер. — М. : Большая российская энциклопедия, 2011. — С. 437—438. — (Большая российская энциклопедия : [в 35 т.] / гл. ред. Ю. С. Осипов ; 2004—2017, т. 18). — ISBN 978-5-85270-351-4.
- Майтрея : [арх. 3 января 2023] / Андросов В. П. // Ломоносов — Манизер. — М. : Большая российская энциклопедия, 2011. — С. 483. — (Большая российская энциклопедия : [в 35 т.] / гл. ред. Ю. С. Осипов ; 2004—2017, т. 18). — ISBN 978-5-85270-351-4.
- Мара : [арх. 3 января 2023] / Андросов В. П. // Маниковский — Меотида. — М. : Большая российская энциклопедия, 2012. — С. 72. — (Большая российская энциклопедия : [в 35 т.] / гл. ред. Ю. С. Осипов ; 2004—2017, т. 19). — ISBN 978-5-85270-353-8.
- Марпа : [арх. 3 января 2023] / Андросов В. П. // Маниковский — Меотида. — М. : Большая российская энциклопедия, 2012. — С. 202. — (Большая российская энциклопедия : [в 35 т.] / гл. ред. Ю. С. Осипов ; 2004—2017, т. 19). — ISBN 978-5-85270-353-8.
- Махабодхи международное общество : [арх. 21 октября 2020] / Андросов В. П. // Маниковский — Меотида. — М. : Большая российская энциклопедия, 2012. — С. 402. — (Большая российская энциклопедия : [в 35 т.] / гл. ред. Ю. С. Осипов ; 2004—2017, т. 19). — ISBN 978-5-85270-353-8.
- Махаяна : [арх. 27 марта 2023] / Андросов В. П. // Маниковский — Меотида. — М. : Большая российская энциклопедия, 2012. — С. 410. — (Большая российская энциклопедия : [в 35 т.] / гл. ред. Ю. С. Осипов ; 2004—2017, т. 19). — ISBN 978-5-85270-353-8.
- Нагарджуна : [арх. 3 января 2023] / Андросов В. П. // Монголы — Наноматериалы. — М. : Большая российская энциклопедия, 2013. — С. 656. — (Большая российская энциклопедия : [в 35 т.] / гл. ред. Ю. С. Осипов ; 2004—2017, т. 21). — ISBN 978-5-85270-355-2.
- Ньингма : [арх. 3 января 2023] / Андросов В. П. // Николай Кузанский — Океан. — М. : Большая российская энциклопедия, 2013. — С. 408. — (Большая российская энциклопедия : [в 35 т.] / гл. ред. Ю. С. Осипов ; 2004—2017, т. 23). — ISBN 978-5-85270-360-6.
- Панчен-лама : [арх. 10 августа 2022] / Андросов В. П. // П — Пертурбационная функция. — М. : Большая российская энциклопедия, 2014. — С. 244. — (Большая российская энциклопедия : [в 35 т.] / гл. ред. Ю. С. Осипов ; 2004—2017, т. 25). — ISBN 978-5-85270-362-0.
- Сакья-пандита : [арх. 3 октября 2022] / Цендина А. Д., Андросов В. П. // Румыния — Сен-Жан-де-Люз. — М. : Большая российская энциклопедия, 2015. — С. 225. — (Большая российская энциклопедия : [в 35 т.] / гл. ред. Ю. С. Осипов ; 2004—2017, т. 29). — ISBN 978-5-85270-366-8.
- Сангха : [арх. 5 декабря 2022] / Андросов В. П. // Румыния — Сен-Жан-де-Люз. — М. : Большая российская энциклопедия, 2015. — С. 312—313. — (Большая российская энциклопедия : [в 35 т.] / гл. ред. Ю. С. Осипов ; 2004—2017, т. 29). — ISBN 978-5-85270-366-8.
- Тантры : [арх. 15 июня 2022] / Андросов В. П. // Социальное партнёрство — Телевидение. — М. : Большая российская энциклопедия, 2016. — С. 660. — (Большая российская энциклопедия : [в 35 т.] / гл. ред. Ю. С. Осипов ; 2004—2017, т. 31). — ISBN 978-5-85270-368-2.
- Тантризм : [арх. 4 января 2023] / Парибок А. В., Андросов В. П. // Социальное партнёрство — Телевидение. — М. : Большая российская энциклопедия, 2016. — С. 659—660. — (Большая российская энциклопедия : [в 35 т.] / гл. ред. Ю. С. Осипов ; 2004—2017, т. 31). — ISBN 978-5-85270-368-2.
- Тара : [арх. 18 октября 2022] / Андросов В. П. // Социальное партнёрство — Телевидение. — М. : Большая российская энциклопедия, 2016. — С. 664. — (Большая российская энциклопедия : [в 35 т.] / гл. ред. Ю. С. Осипов ; 2004—2017, т. 31). — ISBN 978-5-85270-368-2.
- Татхагата : [арх. 20 июня 2022] / Андросов В. П. // Социальное партнёрство — Телевидение. — М. : Большая российская энциклопедия, 2016. — С. 703. — (Большая российская энциклопедия : [в 35 т.] / гл. ред. Ю. С. Осипов ; 2004—2017, т. 31). — ISBN 978-5-85270-368-2.
- Татхагата-гарбха : [арх. 29 марта 2023] / Андросов В. П. // Социальное партнёрство — Телевидение. — М. : Большая российская энциклопедия, 2016. — С. 703. — (Большая российская энциклопедия : [в 35 т.] / гл. ред. Ю. С. Осипов ; 2004—2017, т. 31). — ISBN 978-5-85270-368-2.
- Тилопа : [арх. 10 августа 2022] / Андросов В. П. // Телевизионная башня — Улан-Батор. — М. : Большая российская энциклопедия, 2016. — С. 134. — (Большая российская энциклопедия : [в 35 т.] / гл. ред. Ю. С. Осипов ; 2004—2017, т. 32). — ISBN 978-5-85270-369-9.
- Типитака : [арх. 8 октября 2022] / Андросов В. П. // Телевизионная башня — Улан-Батор. — М. : Большая российская энциклопедия, 2016. — С. 152. — (Большая российская энциклопедия : [в 35 т.] / гл. ред. Ю. С. Осипов ; 2004—2017, т. 32). — ISBN 978-5-85270-369-9.
- Трикая : [арх. 9 августа 2022] / Андросов В. П. // Телевизионная башня — Улан-Батор. — М. : Большая российская энциклопедия, 2016. — С. 398. — (Большая российская энциклопедия : [в 35 т.] / гл. ред. Ю. С. Осипов ; 2004—2017, т. 32). — ISBN 978-5-85270-369-9.
- Упасака : [арх. 18 октября 2022] / Андросов В. П. // Уланд — Хватцев. — М. : Большая российская энциклопедия, 2017. — С. 56. — (Большая российская энциклопедия : [в 35 т.] / гл. ред. Ю. С. Осипов ; 2004—2017, т. 33). — ISBN 978-5-85270-370-5.
- Цонкапа : [арх. 17 октября 2022] / Андросов В. П. // Хвойка — Шервинский. — М. : Большая российская энциклопедия, 2017. — С. 364. — (Большая российская энциклопедия : [в 35 т.] / гл. ред. Ю. С. Осипов ; 2004—2017, т. 34). — ISBN 978-5-85270-372-9.
- Чайтья : [арх. 18 октября 2022] / Андросов В. П. // Хвойка — Шервинский. — М. : Большая российская энциклопедия, 2017. — С. 395. — (Большая российская энциклопедия : [в 35 т.] / гл. ред. Ю. С. Осипов ; 2004—2017, т. 34). — ISBN 978-5-85270-372-9.
- Чакра : [арх. 21 октября 2022] / Андросов В. П. // Хвойка — Шервинский. — М. : Большая российская энциклопедия, 2017. — С. 396. — (Большая российская энциклопедия : [в 35 т.] / гл. ред. Ю. С. Осипов ; 2004—2017, т. 34). — ISBN 978-5-85270-372-9.
- Чакравартин : [арх. 12 августа 2022] / Васильков Я. В.,  Андросов В. П. // Хвойка — Шервинский. — М. : Большая российская энциклопедия, 2017. — С. 396. — (Большая российская энциклопедия : [в 35 т.] / гл. ред. Ю. С. Осипов ; 2004—2017, т. 34). — ISBN 978-5-85270-372-9.
- Чандракирти : [арх. 27 июня 2022] / Андросов В. П. // Хвойка — Шервинский. — М. : Большая российская энциклопедия, 2017. — С. 401. — (Большая российская энциклопедия : [в 35 т.] / гл. ред. Ю. С. Осипов ; 2004—2017, т. 34). — ISBN 978-5-85270-372-9.
- Чань : [арх. 21 февраля 2023] / Андросов В. П. // Хвойка — Шервинский. — М. : Большая российская энциклопедия, 2017. — С. 403—404. — (Большая российская энциклопедия : [в 35 т.] / гл. ред. Ю. С. Осипов ; 2004—2017, т. 34). — ISBN 978-5-85270-372-9.
- Четыре благородные истины : [арх. 19 октября 2022] / Андросов В. П. // Хвойка — Шервинский. — М. : Большая российская энциклопедия, 2017. — С. 513. — (Большая российская энциклопедия : [в 35 т.] / гл. ред. Ю. С. Осипов ; 2004—2017, т. 34). — ISBN 978-5-85270-372-9.
- Чод : [арх. 17 октября 2022] / Андросов В. П. // Хвойка — Шервинский. — М. : Большая российская энциклопедия, 2017. — С. 618. — (Большая российская энциклопедия : [в 35 т.] / гл. ред. Ю. С. Осипов ; 2004—2017, т. 34). — ISBN 978-5-85270-372-9.
- Шамбала : [арх. 19 октября 2022] / Андросов В. П. // Хвойка — Шервинский. — М. : Большая российская энциклопедия, 2017. — С. 681. — (Большая российская энциклопедия : [в 35 т.] / гл. ред. Ю. С. Осипов ; 2004—2017, т. 34). — ISBN 978-5-85270-372-9.
- Шантаракшита : [арх. 3 января 2023] / Андросов В. П. // Хвойка — Шервинский. — М. : Большая российская энциклопедия, 2017. — С. 687—688. — (Большая российская энциклопедия : [в 35 т.] / гл. ред. Ю. С. Осипов ; 2004—2017, т. 34). — ISBN 978-5-85270-372-9.
- Шуньята : [арх. 3 января 2023] / Андросов В. П. // Шервуд — Яя. — М. : Большая российская энциклопедия, 2017. — С. 160. — (Большая российская энциклопедия : [в 35 т.] / гл. ред. Ю. С. Осипов ; 2004—2017, т. 35). — ISBN 978-5-85270-373-6.